# Marcu Glaser
Marcu Glaser (n. 25 aprilie 1880, Șîrokolanivka, Imperiul Rus – d. 25 mai 1950, Iași, România) a fost un episcop romano-catolic, administrator apostolic al Diecezei de Iași (18 octombrie 1944 – 30 octombrie 1947, 26 iunie 1949 – 25 mai 1950), deținut politic sub regimul comunist din România.

## Biografie

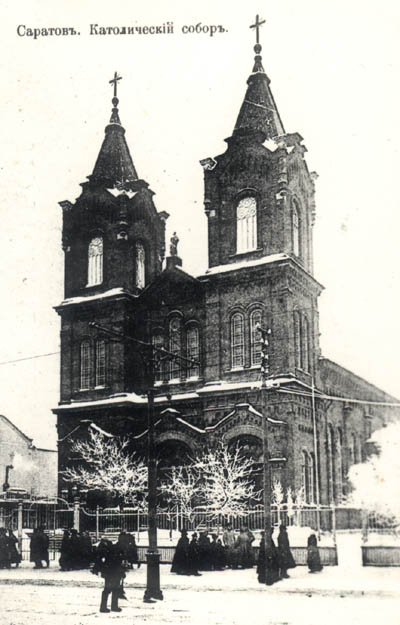
Catedrala din Saratov, transformată în 1936 în cinematograf, apoi demolată

Marcu Glaser s-a născut la data de 25 aprilie 1880 în colonia Landau a guberniei Herson, din Imperiul Rus, într-o familie de origine germană originară din Landau (Palatinat). A urmat studii la Seminarul Romano-Catolic din Saratov, apoi la Collegium Germanicum din Roma, unde și-a luat doctoratul în filozofie și teologie. La data de 24 iunie 1905 a fost hirotonit preot la Minsk (actualmente, capitala Republicii Belarus).
După sfințirea sa ca preot a fost numit în anul 1907 în funcțiile de subdirector și profesor de dogmatică la Seminarul Teologic din Saratov și canonic al bisericii catedrale din același oraș. În anul 1916 a fost transferat la Chișinău, unde a fost numit protopop și paroh al Bisericii Providenței (actuala catedrală romano-catolică). În perioada 1917-1920 a îndeplinit funcția de vicar general al Basarabiei. A rămas în Basarabia și după unirea acesteia cu România în anul 1918. În data de 5 februarie 1924 a fost ridicat la rangul de camerier papal, iar la 31 octombrie 1930 a devenit prelat al Sfântului Scaun.
La data de 1 septembrie 1939, ca urmare a părăsirii diecezei de către preoții iezuiți și de rectorul Florentin Idoate, care își încununaseră opera prin absolvirea Seminarului de către cea mai mare promoție de preoți ai Seminarului din Iași (cei 33 preoți ai promoției 1939), Mons. Marcu Glaser a fost numit în funcția de rector al Seminarului Diecezan din Iași, unde a trebuit să reia activitatea conducerii diecezane. Conlucrând strâns cu episcopul de Iași, Mihai Robu, Mons. Glaser a primit 47 de elevi din cei 58 de candidați la preoție. Acești elevi au beneficiat de un stil nou de educație: ei frecventau în paralel cursurile de la seminar (dându-și examenele ca elevi particulari) și cele de la Liceul de Aplicație din Iași, pentru ca, la terminarea liceului, să poată beneficia de diploma de bacalaureat, act ce nu putea fi eliberat de seminar. În calitate de rector, Mons. Glaser a insistat pentru aducerea unor profesori noi care au format „baza solidă a generației preoților care vor avea de înfruntat prigoanele patronate de regimul comunist”.

## Episcop romano-catolic
La data de 26 iulie 1942, Marcu Glaser a trebuit să plece de la conducerea Seminarului Diecezan din Iași, fiind numit de către Sfântul Scaun în funcția de superior al Misiunii Catolice din Transnistria, cu reședința la Odesa (astăzi, în Ucraina). În această calitate, pentru a-i ușura misiunea de evanghelizare a Transnistriei, el a fost consacrat la Odesa în ziua de 25 iulie 1943 ca episcop titular de Caesaropolis. În perioada 1942-1944, cât s-a aflat în Transnistria, trupele SS au încercat frecvent să-l împiedice să-și desfășoare activitatea religioasă în rândul populației catolice din jurul Odesei, în majoritate etnici germani. Deoarece luptele de pe Frontul de Est se apropiau din ce în ce mai mult de teritoriul Transnistriei ca urmare a evoluției nefavorabile pentru armatele româno-germane, episcopul Glaser s-a refugiat în România.
La 27 septembrie 1944 Mihai Robu, episcop romano-catolic de Iași, a trecut la cele veșnice, iar Sfântul Scaun l-a numit la 18 octombrie 1944 pe episcopul Glaser ca administrator apostolic al Diecezei de Iași până la reglementarea situației prin alegerea unui nou ierarh. El a primit dificila misiune de a reface viața bisericească din Moldova, care fusese mult afectată în timpul desfășurării celui de-Al Doilea Război Mondial. Deoarece clădirea Seminarului Diecezan din Iași aflată pe Copou era în mare parte distrusă de lupte, episcopul Glaser a redeschis seminarul în toamna anului 1945 în clădirile de pe lângă Episcopie.
Nunțiatura Apostolică din România a făcut două cereri către Ministerul Cultelor prin care a solicitat recunoașterea oficială a episcopului Glaser ca administrator apostolic al Diecezei de Iași (la 12 aprilie și apoi la 11 iunie 1945), însă acestea nu au avut vreun rezultat pozitiv. Ministrul cultelor, Mihail Ralea, l-a informat la data de 8 aprilie 1946 pe nunțiul apostolic Andrea Cassulo cu privire la faptul că guvernul comunist nu-i putea acorda lui Marcu Glaser recunoașterea legală până la „procurarea unui aviz favorabil din partea Comisiunii Aliate de Control”, el invocând pretextul că episcopul era născut în Ucraina și că ar fi activat până la 23 august 1944 pe teritoriul sovietic. „Or pentru bunele raporturi cu marea aliată din răsărit, nu putem săvârși acte care să ne pună într-o dubioasă și necorectă atitudine.”
Deoarece activase pe teritoriul Uniunii Sovietice și era considerat complice al Germaniei naziste, episcopul Glaser a fost interogat în repetate rânduri de către autoritățile sovietice începând cu anul 1945 cu privire la activitatea sa de la Iași și Odesa, precum și cu privire la o presupusă călătorie făcută de episcop în Germania, în 1942. Deși inițial a refuzat să se prezinte în fața anchetatorilor, în urma unor repetate amenințări ale ofițerilor NKVD, el a decis să participe la interogatorii, care s-au întins pe durata a circa patru ani.
În data de 24 iunie 1946 episcopul Marcu Glaser a sfințit Biserica „Sfinții Apostoli Petru și Paul” din Onești.
Episcopul Glaser a condus Dieceza de Iași până la data de 30 octombrie 1947, când a fost numit ca episcop Anton Durcovici, fost vicar general al Mitropoliei de București. De la acea dată episcopul Marcu Glaser a devenit vicar general al noului episcop. Anton Durcovici a fost consacrat ca episcop la 5 aprilie 1948 în Catedrala „Sfântul Iosif” din București de către arhiepiscopul Gerald Patrick O'Hara, nunțiu apostolic în România, asistat de către arhiepiscopul Alexandru Cisar și episcopul Marcu Glaser.

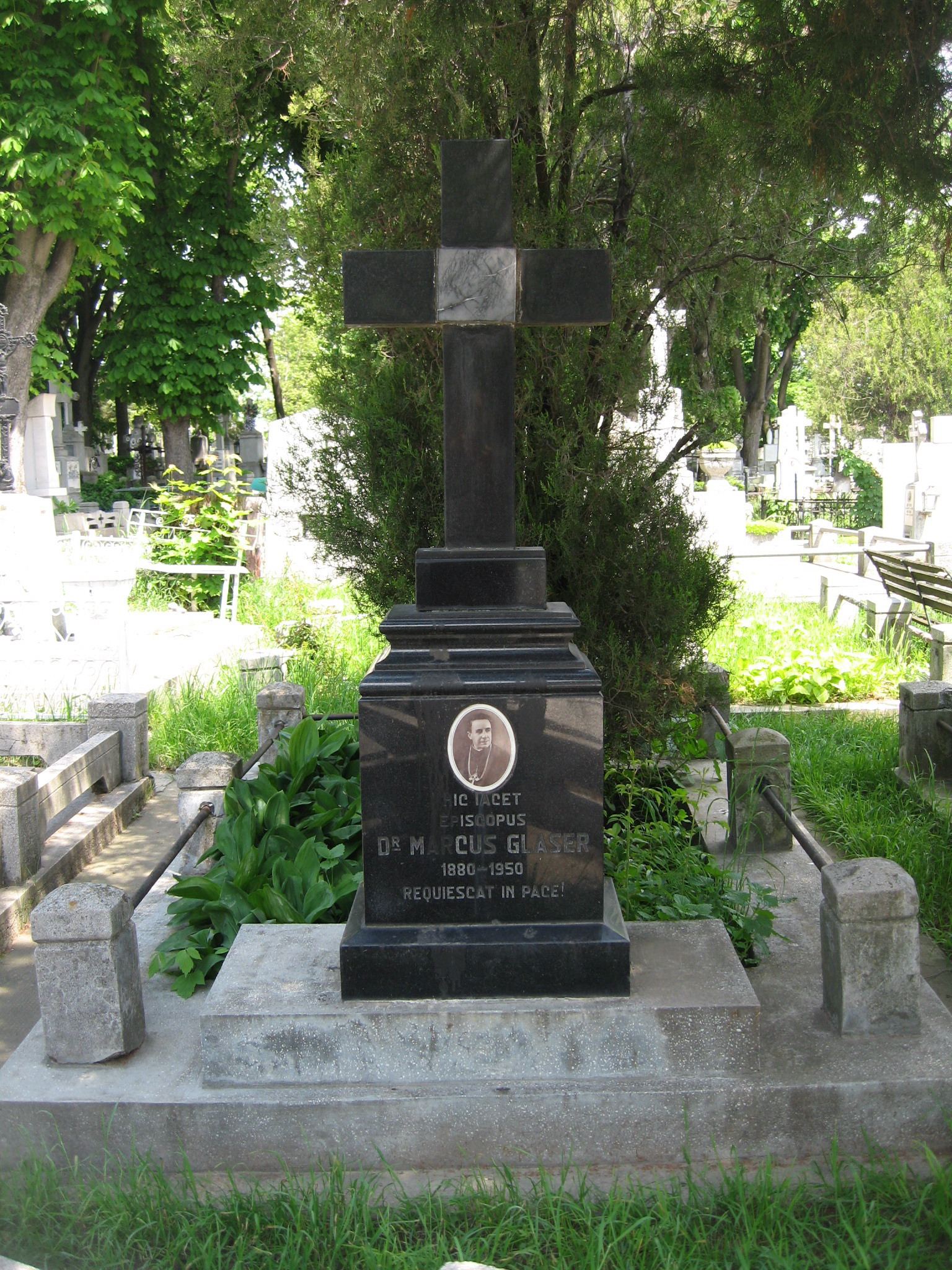
Mormântul episcopului Marcu Glaser în parcela catolică a Cimitirului "Eternitatea" din Iași

Episcopul Anton Durcovici a fost arestat de Securitate la 26 iunie 1949, în timp ce mergea spre Popești-Leordeni pentru a administra taina Sfântului Mir și a fost închis la București, Jilava și apoi la Sighetu Marmației, unde a murit la 10 decembrie 1951. În această situație nefavorabilă, din cauza persecutării Bisericii Catolice de către regimul comunist și a faptului că el însuși era anchetat de Securitate, episcopul Marcu Glaser a preluat conducerea Diecezei de Iași în calitate de administrator apostolic. El a fost sistematic împiedicat de către regimul comunist să desfășoare o activitate pastorală normală.
În anul 1950 Securitatea din Iași l-a supus pe episcopul Glaser unor anchete repetate, în urma cărora a suferit un atac de cord. În luna mai 1950 i s-a emis mandat de arestare, iar această veste l-a afectat atât de mult încât a murit la 25 mai 1950, în condiții neelucidate pe deplin până în prezent. A fost înmormântat în Cimitirul Eternitatea din Iași.